# Ейбоженко Олексій Олексійович
Олексій Олексійович Ейбоженко (рос. Алексей Алексеевич Эйбоженко; нар. 12 травня 1970, Москва, СРСР) — російський актор, журналіст, теле- та радіоведучий. 

## Життєпис
Олексій Ейбоженко народився 12 травня 1970 року в Москві у акторській сім'ї Олексія Ейбоженка та Наталії Кенігсон. Дідусем по материнській лінії був актор Володимир Кенігсон.
З 1987 до 1989 року навчався на акторському відділенні Театрального училища імені М.С. Щепкіна. Потім перевівся на акторський факультет ГІТІСу, який закінчив в 1992 році.
Після закінчення навчання Олексій Ейбоженко працював на телебаченні кореспондентом програми «Добрий вечір, Москва» Московського телеканалу. З березня 1993 року працював ведучим на радіостанції «Ділова хвиля», та ведучим програми «Времячко» («ТВ Центр») з серпня 1993 року.
У 1995-1996 роках проходив службу в армії. Був завідувачем літературної частини в Театрі Радянської Армії. 
З 1 вересня 1998 до 2003 року Олексій Ейбоженко працював «НТВ» ведучим програми «Сегоднячко». 
Працював ведучим шоу «Лежебоки» на радіостанції «Срібний дощ» з 2003 року. Влітку 2008 року програма була закрита, за неофіційною інформацією — через те, що ведучі під час етеру дозволили собі іронічні вислови з приводу виставки поношеного взуття, організованої Ксенією Собчак. 
З липня по грудень 2008 року Ейбоженко був ведучим програми «Будинок відпочинку» на радіостанції «Маяк» (всього 22 ефіру), та гумористичної програми «Рідкі цвяхи» на телеканалі «Парк розваг». 
З вересня 2012 року Ейбоженко працює ведучим програми «П'ятниця та два Робінзона» на радіостанції «Радіо». 
Неодноразово вів численні церемонії нагородження преміями в різних областях.

## Особисте життя
Одружений. Свого сина, який народився у 1992 році, він також назвав Олексієм.

## Творчість

### Ролі у театрі
Театр Радянської Армії
- Шотландець — «Загнаний кінь» за п'єсою Франсуази Саган.

### Ролі у кіно
- 2016-2017 — «Провокатор» — Юрій Миколайович Мироненко, замісник голови міста
- 2015 — «Непідсудні» — адвокат Воронова
- 2015 — «Мурка» — начальник охорони банку
- 2015 — «Метод» — адвокат Бойко
- 2015 — «Аперкот для Гітлера[ru]» — Берія
- 2014 — «Сильніше долі» — Толян Манешін
- 2014 — «П'ятницький. Глава четверта» — Володимир Соловйов, батько Лізи
- 2013 — «Золота клітка» — Михайло, бізнесмен
- 2013 — «Друге повстання Спартака» — Берія
- 2012 — «Одіссея сищика Гурова» — Золотарьов
- 2012 — «Біґль» — Валерій Олегович Уткін
- 2011 — «Час Волкова-5» — Євтюшкін
- 2011 — «Порцелянове весілля» — чоловік у барі
- 2011 — «Об'єкт 11» — Шварц, адвокат
- 2011 — «Москва. Три вокзали» — майор Семен Бульба, співробітник наркоконтролю
- 2009 — «Охоронець-3» — Кірінадзе
- 2008 — «Королева» — аукціоніст
- 2008 — «Дві сестри» — епізод
- 2006 — «Виклик-1» — епізод
- 2005 — «Ад'ютанти кохання[ru]» — наглядач у в'язниці
- 2003 — «Вогнеборці» — епізод
- 2003 — «Курорт особливого призначення» — епізод
- 2003 — «Євлампія Романова. Слідство веде дилетант-1» — епізод

### На радіо
- 2012 — «П'ятниця та два Робінзона» («Радіо»)
- 2008 — «Будинок відпочинку» («Маяк»)
- 2003-2008 — «Лежебоки» («Срібний дощ»)
- 2003 — радіоведучий («Ділова хвиля»)

### На телебаченні
- 2008 — «Рідкі цвяхи» («Парк розваг»)
- 1998-2003 — «Сегоднячко» («НТВ»)
- 1993 — «Времячко» («ТВ Центр»)